# Neòfit Rilski

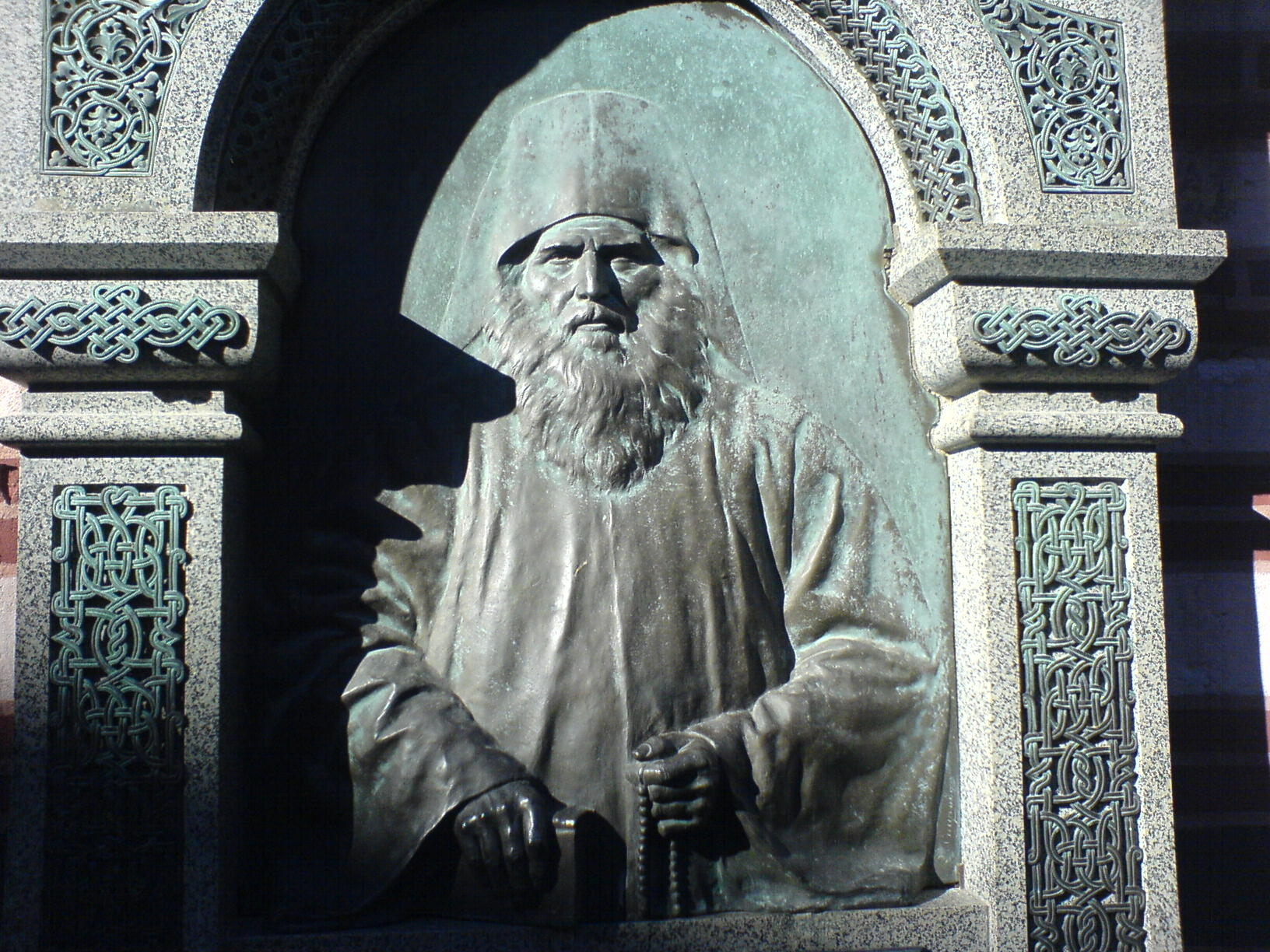
Làpida de Neòfit Rilski al monestir de Rila (Bulgària)

Neòfit Rilski (búlgar: Неофит Рилски)  (Bansko, 1793 - Monestir de Rila, 4 de gener de 1881) o Neòfit de Rila, nascut com a Nikola Poppetrov Bènin (en búlgar Никола Поппетров Бенин), va ser un monjo, professor i artista búlgar del segle xix i un important exponent del denominat Renaixement nacional búlgar o Renaixement búlgar.

## Biografia
Va néixer a la ciutat búlgara de Bansko. Inicià els seus estudis per ser professor, primer sota la tutela del seu pare Pètar i més tard al monestir de Rila. Al monestir estudià iconografia i accedí a llibres en grec i eslau eclesiàstic.
Es traslladà a Mèlnik el 1822, on passà quatre anys estudiant amb el professor Adam perfeccionant el grec i els coneixements de literatura grega.
Inicialment va treballar com a professor al monestir de Rila; també va exercir a Sàmokov (1827-1831) i després de nou al monestir. Posteriorment es va traslladar a Gàbrovo i Koprívxtitsa (1835-1839), fins que va tornar al monestir com a mestre per unir-se al seminari teològic de l'illa turca de Heybeliada. Hi va passar quatre anys i mig fins que va tornar al monestir de Rila de nou, el 1852, on va transcórrer la resta de la seva vida. El 1860, la congregació el va triar hegumen o abat del monestir. Va decidir romandre al monestir malgrat que li oferiren posicions superiors dins la jerarquia de l'església ortodoxa, com ara bisbe o rector del seminari de Veliko Tàrnovo.
El 1835, Rilski va publicar Bolgarska grammàtika, el primer llibre de gramàtica de la llengua búlgara moderna. Altres llibres seus van ser Tablitsi zaimoutxítelni ('Taules per a l'ensenyament', 1852) i un diccionari grec-eslau, entre d'altres. Aquest mateix any va ser nomenat director de la primera escola d'ensenyament en búlgar situada a Gàbrovo i que havia estat fundada per Vassil Aprílov.
Neòfit Rilski va fer la primera traducció de la Bíblia en búlgar modern per encàrrec de la missionera nord-americana Elias Riggs. Fou la mateixa Riggs qui la distribuí.
Neòfit va morir al monestir de Rila el 4 de gener de 1881.